# Алгебрична операція
Алгебричною операцією на множині {\displaystyle S} називається функція {\displaystyle f,} яка є відображенням виду {\displaystyle f\colon S^{n}\to S,\ n\in \mathbb {N} ,\ } де {\displaystyle S^{n}} — декартів добуток {\displaystyle {\mbox{S×S×…×S,}}} в який {\displaystyle S} входить {\displaystyle {n}} разів.
У цьому визначенні є два важливих моменти. По-перше, оскільки операція є функцією, то результат застосування операції визначено однозначно. Тому даний упорядкований набір з {\displaystyle n} елементів множини {\displaystyle S} функція {\displaystyle f} переводить тільки в один елемент із {\displaystyle S}. По-друге, операція замкнена на {\displaystyle S} у тому розумінні, що область визначення та область значень операції лежать у {\displaystyle S^{n}} і {\displaystyle S} відповідно.
Кажуть, що операція {\displaystyle S^{n}\to S} має порядок {\displaystyle n} або є {\displaystyle n}-арна операція. Частіше зустрічається ситуація, коли порядок дорівнює {\displaystyle 1} або {\displaystyle 2}. Операції виду {\displaystyle S\to S} називають унарними, а операції {\displaystyle S^{2}\to S} називають бінарними. Елементи упорядкованого набору з {\displaystyle n} елементів в області визначення {\displaystyle S^{n}} називають операндами. Операції звичайно позначають символами, що називають операторами. У випадку унарних операції звичайно символ оператора ставлять перед або над операндом.

## Види запису операцій
Розглянемо три варіанти запису бінарної операції складання {\displaystyle a} і {\displaystyle b.}
- {\displaystyle {\mbox{infix}}} — оператор ставиться між операндами: {\displaystyle a+b;}
- {\displaystyle {\mbox{prefix}}} — оператор ставиться перед операндами: {\displaystyle +ab;}
- {\displaystyle {\mbox{postfix}}} — оператор ставиться після операндів: {\displaystyle ab+.}

Префіксний та постфіксний способи запису не потребують дужок при визначенні порядку обчислювання складних виразів, і це робить їх особливо зручними для автоматичної обробки. Вони часто використовуються для представлення виразів у пам'яті комп'ютера.

### Алгоритм обчислення значень виразу, що записаний у постфіксній формі
1. При перегляді запису зліва направо виконується перша знайдена операція, якій безпосередньо передує достатня для неї кількість операндів.
2. На місці виконаної операції і використаних для цього операндів у рядок записується результат виконання операції.
3. Повертаємося до кроку {\displaystyle 1.}

#### Приклад
Маємо вираз: (5 * 6) / ((8 — 3) * (7 + 1) * 4) .

Запишемо його у постфіксній формі: 5 6 * 8 3 — 7 1 + 4 * / .

Тепер ми можемо його розв'язати: 5 6 * 8 3 — 7 1 + 4 * / = 30 8 3 — 7 1 + 4 * / = 30 5 7 1 + 4 * / = 30 5 8 4 * / = 30 160 / = 0.1875 .

## Властивості операцій
Нехай дано множину {\displaystyle A,} на якій визначено дві бінарні операції {\displaystyle \otimes } та {\displaystyle \oplus } {\displaystyle .}

### Комутативність
Якщо {\displaystyle a\otimes b=b\otimes a} для всіх {\displaystyle a,b\in A,} то стверджують, що бінарна операція {\displaystyle \otimes } на множині {\displaystyle A} має властивість — комутативність.

### Асоціативність
Якщо {\displaystyle (a\otimes b)\otimes c=a\otimes (b\otimes c)} для всіх {\displaystyle a,b,c\in A,} то стверджують, що бінарна операція {\displaystyle \otimes } на множині {\displaystyle A} має властивість — асоціативність.

### Дистрибутивність
Якщо {\displaystyle a\otimes (b\oplus c)=(a\otimes b)\oplus (a\otimes c)} для всіх {\displaystyle a,b,c\in A,} то стверджують, що бінарна операція {\displaystyle \otimes } на множині {\displaystyle A} має властивість — дистрибутивність відносно операції {\displaystyle \oplus .}

### Приклад
Маємо дві бінарні операції: додавання {\displaystyle (+)} та віднімання {\displaystyle (-).} Перевіримо їх комутативність, асоціативність та дистрибутивність на множині дійсних чисел {\displaystyle \mathbb {R} .}

#### Комутативність
{\displaystyle a+b=b+a} — операція додавання є комутативною.

{\displaystyle a-b\neq b-a} — операція віднімання не є комутативною.

#### Асоціативність
{\displaystyle (a+b)+c=a+(b+c)} — операція додавання є асоціативною.

{\displaystyle (a-b)-c\neq a-(b-c)} — операція віднімання не є асоціативною.

#### Дистрибутивність
{\displaystyle a-(b+c)\neq (a-b)+(a-c)} — операція додавання не є дистрибутивною відносно операції віднімання.

{\displaystyle a+(b-c)\neq (a+b)-(b+c)} — операція віднімання не є дистрибутивною відносно операції додавання.